# Piotr Wypych
Piotr Wypych (ur. 5 września 1969 w Piotrkowie Trybunalskim) – polski artysta fotograf, artysta grafik, leśnik.  Członek rzeczywisty Okręgu Świętokrzyskiego Związku Polskich Artystów Fotografików. Członek honorowy Towarzystwa Fotograficznego im. Edmunda Osterloffa w Radomsku. Członek rzeczywisty i członek Zarządu Stowarzyszenia Historyków Fotografii.

## Życiorys
Absolwent Akademii Sztuk Pięknych im. Jana Matejki w Krakowie (1995), doktor nauk humanistycznych (Uniwersytet Rzeszowski 2013). Związany z łódzkim oraz świętokrzyskim środowiskiem fotograficznym – mieszka, pracuje, tworzy w Piotrkowie Trybunalskim – fotografią artystyczną zajmuje się od 1995 roku Miejsce szczególne w jego twórczości zajmuje fotografia abstrakcyjna, fotografia architektury, fotografia dokumentalna, fotografia portretowa oraz fotografia przyrodnicza. Jest członkiem Stowarzyszenia Historyków Fotografii, w którym obecnie pełni funkcję członka Komisji Rewizyjnej (kadencja 2016–2020). 
Jest autorem oraz współautorem wielu wystaw fotograficznych indywidualnych i zbiorowych w Polsce i za granicą. Jest autorem wielu opracowań albumowych oraz książkowych, a także licznych artykułów o historii regionu łódzkiego, o sztuce sakralnej i małej architekturze oraz ochronie przyrody, krajobrazu. 

## Odznaczenia
- Medal „Za Zasługi dla Rozwoju Twórczości Fotograficznej”[12]
- Odznaka honorowa „Zasłużony dla Kultury Polskiej”
- Brązowy Medal "Zasłużony Kulturze Gloria Artis"[13]

## Wystawy indywidualne (wybór)
- Nadpiliczne krajobrazy; wystawa fotografii – Biuro Wystaw Artystycznych (Piotrków Trybunalski 1998)
- Przyroda Piotra Wypycha w grafice, rysunku i akwareli -– Biuro Wystaw Artystycznych (Piotrków Trybunalski 1998)
- Skarby znad Pilicy; wystawa fotografii – Muzeum w Piotrkowie Trybunalskim (2000)
- Piotrków Trybunalski i region; wystawa fotografii – Ambasada RP w Brukseli (2000)
- Krajobrazy Województwa Łódzkiego; wystawa fotografii – Komitet Regionów (Bruksela 2000)
- Ludowa rzeźba sakralna w krajobrazie Nadpilicza; wystawa fotografii – Muzeum Sztuki Ludowej w Otrębusach (2001)
- Ludowa rzeźba sakralna w krajobrazie Nadpilicza; wystawa fotografii – Skansen Rzeki Pilicy (2002)
- Krajobrazy; wystawa fotografii – Biblioteka Publiczna w Radomsku (2002)
- Kapliczki i krzyże znad Pilicy; wystawa fotografii – Galeria Nowa Łódzkiego Domu Kultury (2003)
- Krajobrazy; wystawa fotografii – Galeria Nowa Łódzkiego Domu Kultury (2004)
- Kapliczki i figury przydrożne Nadpilicza; wystawa fotografii – Muzeum w Łowiczu (2004)
- Krajobrazy znad Pilicy; wystawa fotografii – Muzeum im. Pułaskiego w Warce (2005)
- Krajobrazy Piotra Wypycha; wystawa fotografii – ZPAF w Kielcach (2005)
- Kapliczki i krzyże znad Pilicy; wystawa fotografii – Muzeum w Tomaszowie Mazowieckim (2006)
- Rok Dziedzictwa Przyrodniczego Województwa Łódzkiego; wystawa fotografii – Komitet Regionów (Bruksela 2006)
- Krajobrazy znad Pilicy; wystawa fotografii – Muzeum w Tomaszowie Mazowieckim (2007)
- 90. lecie Województwa Łódzkiego; wystawa fotografii – Urząd Marszałkowski w Łodzi (2009)
- 90. lecie Województwa Łódzkiego; wystawa fotografii – Komitet Regionów (Bruksela 2009)
- Piotr Wypych: krajobrazy – grafika; wystawa fotografii i grafik – Galeria Krótko i węzłowato (Politechnika Łódzka 2010)
- Kapliczki i krzyże województwa łódzkiego; wystawa fotografii – Bieszczadzki Park Narodowy (2013)
- Kapliczki i krzyże województwa łódzkiego; wystawa fotografii – Skansen Wsi w Limanowej (2014)
- Szły na wschód bataliony szwadrony i pułki; wystawa fotografii – Łódzki Urząd Wojewódzki (2014)
- 100. /sto/ prac z życia foto/grafika; wystawa z okazji 20-lecia pracy twórczej – Łódzka Strefa Ekonomiczna (2014)
- 100. /sto/ prac z życia foto/grafika; wystawa z okazji 20-lecia pracy twórczej – ODA Art w Piotrkowie Trybunalskim (2015)
- 100. /sto/ prac z życia foto/grafika; wystawa z okazji 20-lecia pracy twórczej – Aula im. Schumana – Uniwersytet Łódzki (2015)
- Kapliczki i krzyże województwa łódzkiego; wystawa fotografii – Klasztor o.o Bernardynów w Piotrkowie Trybunalskim (2015)
- Szły na wschód bataliony szwadrony i pułki; wystawa fotografii – Muzeum w Piotrkowie Trybunalskim (2015)
- Szły na wschód bataliony szwadrony i pułki; wystawa fotografii – Gminny Ośrodek Kultury w Bolimowie (2015)
- Szły na wschód bataliony szwadrony i pułki; wystawa fotografii – Kościół garnizonowy w Tomaszowie Mazowieckim (2015)
- Szły na wschód bataliony szwadrony i pułki; wystawa fotografii – Biblioteka Uniwersytetu Łódzkiego (2015)
- Rysunki znalezione w szafie – lata 80. XX wieku; wystawa rysunku – Uniwersytet Łódzki (2015)
- Szły na wschód bataliony szwadrony i pułki; wystawa fotografii – Kościół parafialny w Rozprzy (2016)
- 100. /sto/ prac z życia foto/grafika; wystawa z okazji 20-lecia pracy twórczej – Biblioteka Pedagogiczna w Piotrkowie Trybunalskim (2016)
- 100. /sto/ prac z życia foto/grafika; wystawa z okazji 20-lecia pracy twórczej – Centrum Idei u Panien (Piotrków Trybunalski 2016)
- Rysunki znalezione w szafie – lata 80. XX wieku; wystawa rysunku – Biblioteka Pedagogiczna w Piotrkowie Trybunalskim (2016)
- Ślady pamięci; wystawa fotograficzna – Galeria u Panien (Piotrków Trybunalski (2016)
- Krajobraz - Detal-panorama-widok – Galeria Stara Łódzkiego Domu Kultury (2016)
- Szły na wschód bataliony szwadrony i pułki; wystawa fotografii – Skansen Rzeki Pilicy w Tomaszowie Mazowieckim (2017)
- Kapliczki i krzyże znad Pilicy; wystawa fotografii – Kościół Garnizonowy (Tomaszów Mazowiecki 2017)
- Kapliczki i krzyże Zespołu Parków Krajobrazowych Województwa Łódzkiego; wystawa fotografii – Galeria u Panien (Piotrków Trybunalski 2017)
- Śladami Reymonta po ziemi łódzkiej; wystawa fotografii – Urząd Marszałkowski w Łodzi, Łódzki Dom Kultury (2017)
- Kapliczki i krzyże Zespołu Parków Krajobrazowych Województwa Łódzkiego; wystawa fotografii – Zamek w Inowłodzu (2018)
- Śladami Legionów Polskich po Województwie Łódzkim; wystawa fotografii – Urząd Marszałkowski w Łodzi (2018)
- Zapiski foto/graficzne, wystawa fotografii, Galeria Sztuki Współczesnej Oranżeria, Pałacyk T. Zielińskiego w Kielcach, 2020 rok
- Łódzkie od świtu do zmierzchu, wystawa fotografii, Galeria im. Eugeniusza Hanemana Łódzkiego Towarzystwa Fotograficznego w Łodzi, 2021 rok[14]
- Drzewa, Galeria „U Panien” w Piotrkowie Trybunalskim, październik 2021
- Krajobrazy nierzeczywiste, Galerii FF w Łodzi, czerwiec 2022[15]
- W kierunku decentryzmu, Galeria ODA w Piotrkowie Trybunalskim, marzec 2023[16]
- Łódzkie [od świtu do zmierzchu, Galeria Politechnika, Politechnika Łódzka, kwiecień 2023[17]

Źródło

## Wystawy zbiorowe (wybór)
- Wystawa Sztuki Artystów Regionu Piotrkowskiego – BWA/ODA Art (Piotrków Trybunalski 1998)
- Mistrzowie polskiego pejzażu; wystawa fotografii (Łódź/ Warszawa/ Rzeszów 2000/2001)
- Czterech fotografików – dwa miasta; wystawa fotografii  (Esslingen/ Piotrków Trybunalski 2002)
- Wystawa Sztuki Artystów Regionu Piotrkowskiego – BWA/ODA Art (Piotrków Trybunalski 2004)
- Kapliczki i krzyże; wystawa w Muzeum Sztuki Ludowej w Otrębusach (2007)
- Wystawa Sztuki Artystów Regionu Piotrkowskiego -– BWA/ODA Art (Piotrków Trybunalski 2008);
- Ścieżki pamięci – pozostały tylko kamienie – cmentarze żydowskie województwa łódzkiego (A. Białkowski, P. Wypych) – Muzeum w Opocznie (2010)
- Ścieżki pamięci – pozostały tylko kamienie – cmentarze żydowskie województwa łódzkiego (A. Białkowski, P. Wypych) – Muzeum w Piotrkowie Trybunalskim (2010)
- Ścieżki pamięci – pozostały tylko kamienie – cmentarze żydowskie województwa łódzkiego (A. Białkowski, P. Wypych) – Łódzki Dom Kultury (2011)
- Ścieżki pamięci – pozostały tylko kamienie – cmentarze żydowskie województwa łódzkiego (A. Białkowski, P. Wypych) – Muzeum w Łowiczu (2011)
- Kamienie pamięci, kamienie niepamięci – cmentarze ewangelickie województwa łódzkiego; (A. Białkowski, P. Wypych) – Muzeum Regionalne w Łowiczu (2011)
- Kamienie pamięci, kamienie niepamięci – cmentarze ewangelickie województwa łódzkiego; (A. Białkowski, P. Wypych) – Muzeum w Opocznie (2011)
- Głębia ostrości; wystawa fotografii – BWA/ODA Art (Piotrków Trybunalski 2012)
- Wystawa Sztuki Artystów Regionu Piotrkowskiego – BWA/ODA Art (Piotrków Trybunalski 2012)
- Kamienie pamięci, kamienie niepamięci – cmentarze ewangelickie województwa łódzkiego; (A. Białkowski, P. Wypych) – Łódzki Dom Kultury (2012)
- Kamienie pamięci, kamienie niepamięci – cmentarze ewangelickie województwa łódzkiego; (A. Białkowski, P. Wypych) – Muzeum w Piotrkowie Trybunalskim (2013)
- Kamienie pamięci, kamienie niepamięci – cmentarze ewangelickie województwa łódzkiego; (A. Białkowski, P. Wypych) – Muzeum w Tomaszowie Mazowieckim (2013)
- Kamienie pamięci, kamienie niepamięci – cmentarze ewangelickie województwa łódzkiego; (A. Białkowski, P. Wypych) – Muzeum w Radomsku (2014)
- Kamienie pamięci, kamienie niepamięci – cmentarze ewangelickie województwa łódzkiego; (A. Białkowski, P. Wypych) – Centrum Dialogu Marka Edelmana Łódź 2017)
- Impresje – łódzkie parki krajobrazowe; wystawa fotografii – Łódzkie Towarzystwo Fotograficzne (2018)
- Wszystko jest krajobrazem ; wystawa fotografii – Galeria u Panien (Piotrków Trybunalski (2018)
- 40 lat Okręgu Świętokrzyskiego Związku Polskich Artystów Fotografików, WDK w Kielcach, marzec 2019
- ART EKO – wystawa fotograficzna „Struktury Natury”, Kielce, maj 2019
- 41 Wystawa Doroczna OŚ ZPAF, Kielce, styczeń  2020
- ŁTF i Przyjaciele – wystawa fotograficzna, Łódzkie Towarzystwo Fotograficzne, Łódź, grudzień 2020

Źródło.

## Wybrane albumy fotograficzne
- Wypych P., Burzyński I., Rezerwaty Ziemi Piotrkowskiej, ZNPK 1998
- Wypych P., Kobalczyk A., Krajobrazy znad Pilicy, ZNPK 1998
- Wypych P., Gąsior M., Skarby znad Pilicy, CEEKiOŚ w Piotrkowie Tryb., ZNPK 2000
- Wypych P., Kapliczki i krzyże znad Pilicy, CEEKiOŚ w Piotrkowie Tryb., 2001
- Wypych P., Gąsior M., Piotrków Trybunalski, PTTK w Piotrkowie Tryb., 2003
- Wypych P., Natura i krajobraz Ziemi Łódzkiej, Tow. Fotograficzne w Radomsku, 2009
- Wypych P., Burzyński I., Ojrzyńska G., Pomniki przyrody Województwa Łódzkiego, Euro-Centrum 2010
- Wypych P., Wnuk Z., Przedborski Park Krajobrazowy, ZPKWŁ, wyd. I 2013, wyd II 2017
- Wypych P., Ziemia Łódzka – krajobraz kulturowy województwa łódzkiego, Urząd Marszałkowski w Łodzi 2013
- Wypych P., Ziemia Łódzka – krajobraz przyrodniczy województwa łódzkiego, WFOŚiGW w Łodzi 2014
- Wypych P., Kurowski J.K, Sulejowski Park Krajobrazowy, ZPKWŁ 2014
- Wypych P., Kurowski J.K, Kiedrzyński M.,Spalski Park Krajobrazowy, ZPKWŁ 2015
- Wypych P., Bonisławski R., Ziemia Łódzka – na szlaku Łódzkiej Kolei Aglomeracyjnej, ŁKA w Łodzi 2017
- Wypych P., Gmina Aleksandrów – pomiędzy Czarną a Pilicą, UG Aleksandrów 2018
- Wypych P., Drzewa Ziemi Łódzkiej, Urząd Marszałkowski w Łodzi, 2019
- Wypych P., Kapliczki, krzyże i figury przydrożne województwa łódzkiego, Województwo Łódzkie 2020

Źródło.